# Wohn- und Wirtschaftsgebäude Lechterstraße 84
Das Wohn- und Wirtschaftsgebäude Lechterstraße 84 im niedersächsischen Berne-Hiddigwarden an der Ollen im Landkreis Wesermarsch,  stammt aus dem frühen 19. Jahrhundert.
Aktuell (2023) wird es landwirtschaftlich genutzt.
Das Gebäude steht unter Denkmalschutz (siehe auch Liste der Baudenkmale in Berne).

## Beschreibung
Das eingeschossige lange Wohn- und Wirtschaftsgebäude als Zweiständer-Hallenhaus mit Backsteinaußenmauern, Krüppelwalmdach mit südseitigen Sonnenkollektoren, Niedersachsengiebeln mit Uhlenloch sowie der Grooten Door stammt von 1822 (Inschrift). Markant sind die Einfassungen der Türen mit Backsteinen und größeren Sandsteinen.
Auf der Hofanlage stehen weitere nicht denkmalgeschützte Nebenanlagen und ein neueres Wohnhaus.
Das Landesdenkmalamt befand: „… geschichtliche Bedeutung … als beispielhaftes in Backstein erbautes Hallenhaus des frühen 19. Jhs. … .“